# Almonacid de Toledo
Almonacid de Toledo es un municipio y localidad española de la provincia de Toledo, en la comunidad autónoma de Castilla-La Mancha. Ubicado en la comarca de la Sisla, cuenta con una población de 931 habitantes (INE 2024).

## Toponimia
Según sus habitantes, el topónimo deriva de Almenas del Cid, en referencia a la estancia en su castillo de Rodrigo Díaz de Vivar mientras Jimena estaba en Orgaz. Sin embargo está relacionado con un asentamiento musulmán de carácter militar-religioso (ribāṭ) en torno al cual habría surgido, antes o después, la población. El término Almonacid deriva del árabe al-munastir, que procede del latín monasterium ‘casa o convento donde viven los monjes’, más el artículo árabe al. Por su parte, el complemento «de Toledo» es reciente y se añadió para distinguir el topónimo del de otras poblaciones del mismo nombre.

## Geografía
El municipio se encuentra situado en la comarca de la Sisla, a orillas del río Guazalete, y linda con los términos municipales de Toledo, Aranjuez, Yepes, Villasequilla, Villamuelas, Mascaraque, Villaminaya, y Nambroca, todos de Toledo excepto Aranjuez.

## Historia
En varias ocasiones Almonacid de Toledo pasaría de unas manos a otras. En 1086, el rey Alfonso VI dio esta villa a la iglesia de Toledo. Un siglo más tarde, en 1132, Alfonso VII la donaría al conde Ponce Giraldo de Cabrera. En el 1176, Alfonso VIII, se lo daría a la Orden de Calatrava.
En la guerra de la Independencia, sería famosa por la batalla de Almonacid, en la que el mariscal Sebastiani, reforzado con la llegada del rey José, consiguió que las tropas españolas se retiraran hacia el Guadiana. En la batalla perecieron cerca de 4000 españoles y 2000 franceses. En el Arco de Triunfo de París aparece el nombre de Almonacid como recuerdo de esta victoria.
En 1879 se abrió al tráfico la línea Madrid-Ciudad Real, que permitió la conexión de la comarca con el resto de la red ferroviaria española. El municipio contaba con una estación de ferrocarril propia, que disponía de un edificio de pasajeros e instalaciones para mercancías. En 1908 se instaló otra estación en el municipio, Ablates, un apartadero ferroviario de carácter técnico que debía servir como vía de seguridad. La línea se mantuvo en servicio hasta su clausura en enero de 1988.

## Demografía
Cuenta con una población de 931 habitantes (INE 2024).
| Gráfica de evolución demográfica de Almonacid de Toledo entre 1842 y 2021                                             |
| |
| Población de derecho según los censos de población del INE. Población de hecho según los censos de población del INE. |

## Administración
| Periodo   | Nombre                                                               | Partido |
| --------- | -------------------------------------------------------------------- | ------- |
| 1979-1983 | Eusebio Segovia Martín                                               | UCD     |
| 1983-1987 | Eusebio Segovia Martín                                               | AP      |
| 1987-1991 | Eusebio Segovia Martín                                               | PP      |
| 1991-1995 | Eusebio Segovia Martín                                               | PP      |
| 1995-1999 | Eusebio Segovia Martín                                               | PP      |
| 1999-2003 | Eusebio Segovia Martín                                               | PP      |
| 2003-2007 | José Martín Fernández                                                | PP      |
| 2007-2011 | José Martín Fernández                                                | PP      |
| 2011-2015 | Gonzalo Lara García                                                  | PP      |

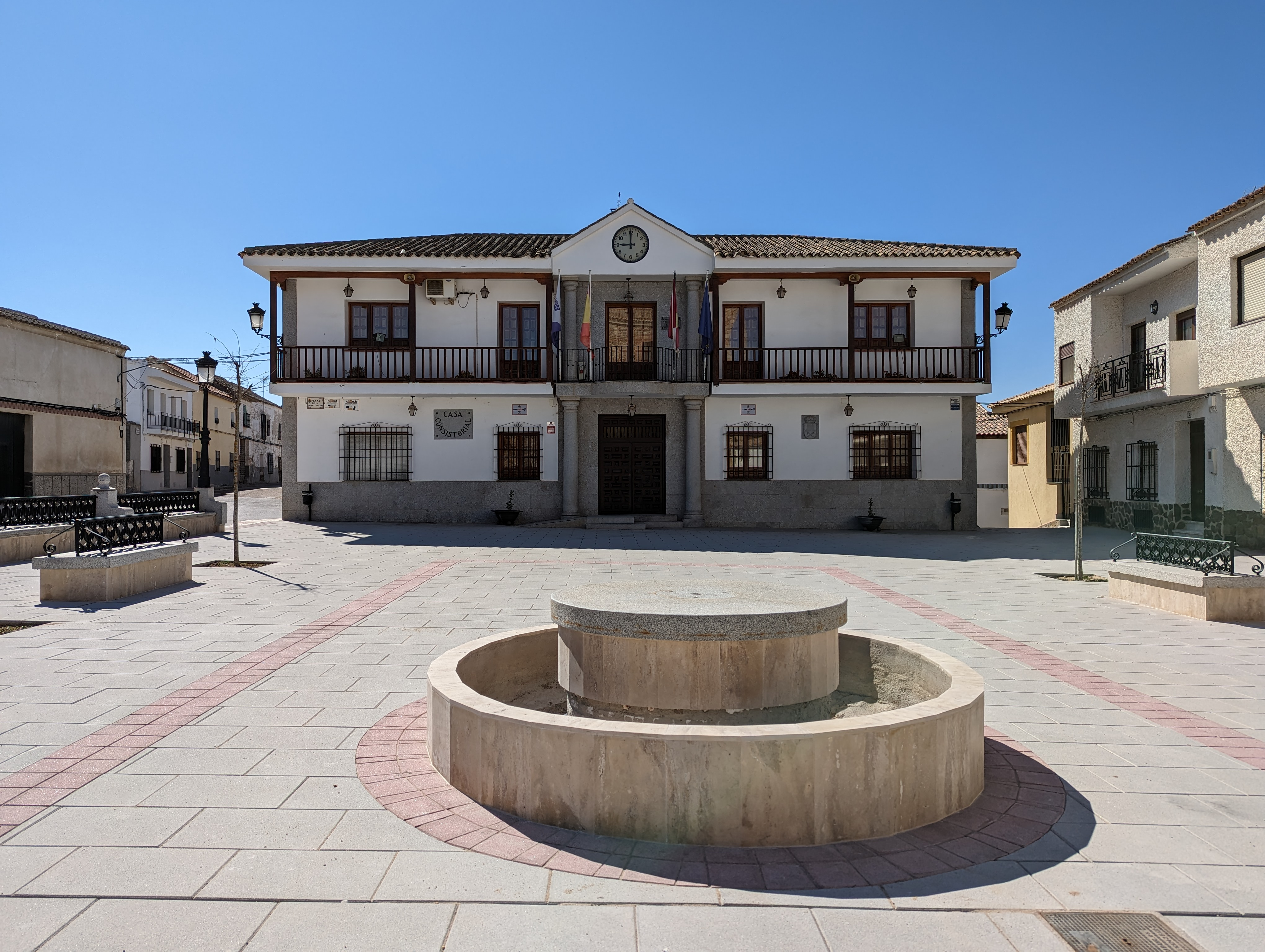
Casa consistorial

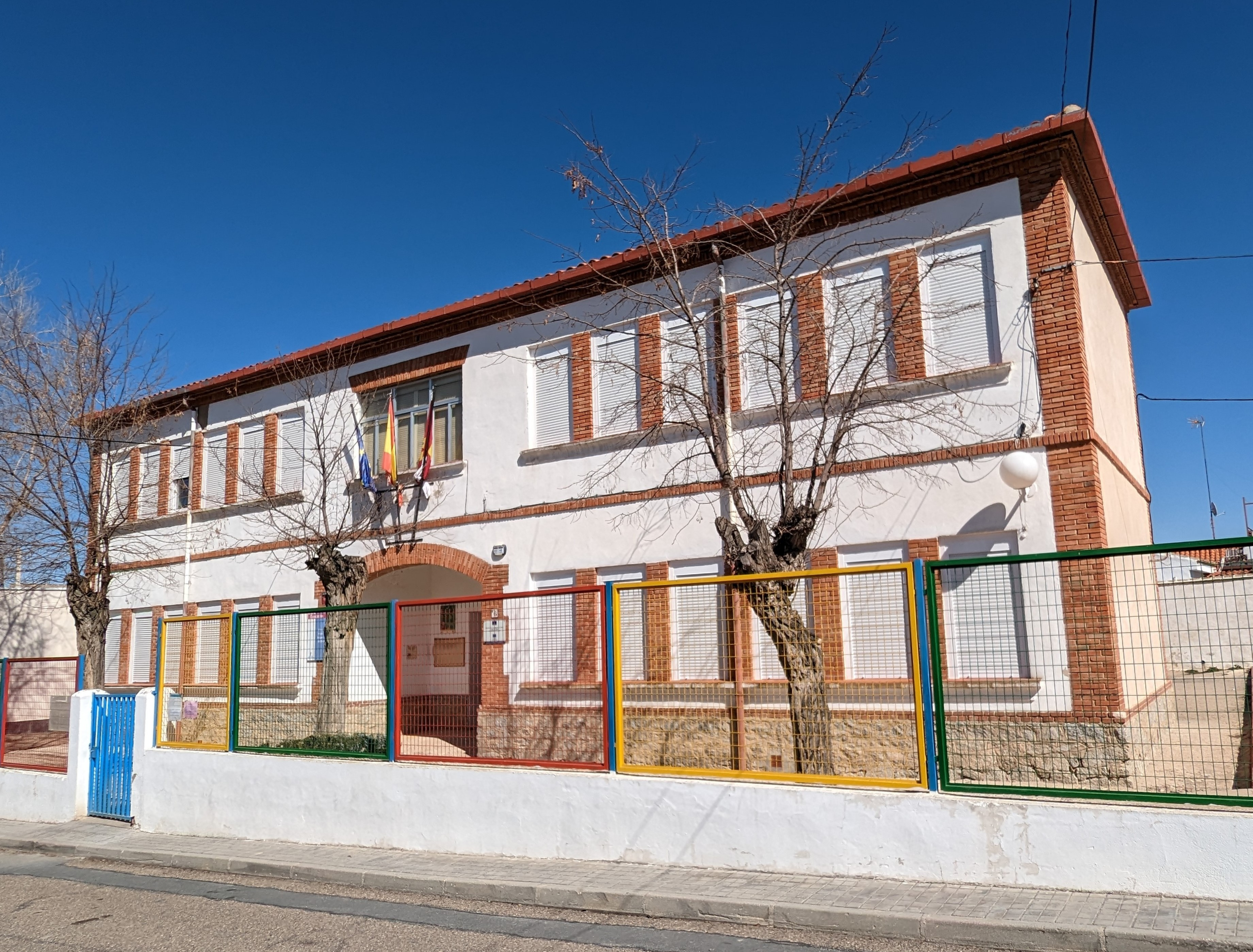
Colegio Virgen de la Oliva

| 2015-2019 | Víctor Portugués García (2015-2017) Pedro Vargas Gamarra (2017-2019) | IU Cs   |
| 2019-2023 | María Almudena González Hernández                                    | PP      |
| 2023-act. | María Almudena González Hernández                                    | PP      |

### Reparto histórico de concejales
Evolución histórica del reparto de ediles desde las primeras elecciones municipales en democracia, en 1979.
| Elecciones municipales |      |      |      |      |      |      |      |      |      |      |      |      |
| Partido                | 1979 | 1983 | 1987 | 1991 | 1995 | 1999 | 2003 | 2007 | 2011 | 2015 | 2019 | 2023 |
| UCD                    | 6    |      |      |      |      |      |      |      |      |      |      |      |
| PSOE                   | 3    | 3    | 3    | 2    | 2    | 2    | 2    | 3    | 2    | 1    | 3    | 2    |
| AP / PP                |      | 4    | 4    | 4    | 4    | 4    | 5    | 3    | 3    | 3    | 4    | 5    |
| IU                     |      |      |      | 1    | 1    | 1    |      |      |      | 2    | -    |      |
| AIDAT                  |      |      |      |      |      |      |      | 1    |      |      |      |      |
| UCIT / Cs              |      |      |      |      |      |      |      |      | 2    | 1    |      |      |
| Total                  | 9    | 7    | 7    | 7    | 7    | 7    | 7    | 7    | 7    | 7    | 7    | 7    |

### Gobierno municipal
Actual distribución del Ayuntamiento después de las elecciones municipales de 2023 en Almonacid de Toledo
| Partidos políticos | Partidos políticos                       | Partidos políticos | Partidos políticos | Partidos políticos |
| Partido político   | Partido político                         | Concejales         | %                  | Votos              |
| ------------------ | ---------------------------------------- | ------------------ | ------------------ | ------------------ |
|                    | Partido Popular (PP)                     | 5                  | 66,66              | 352                |
|                    | Partido Socialista Obrero Español (PSOE) | 2                  | 33,14              | 175                |

## Cultura

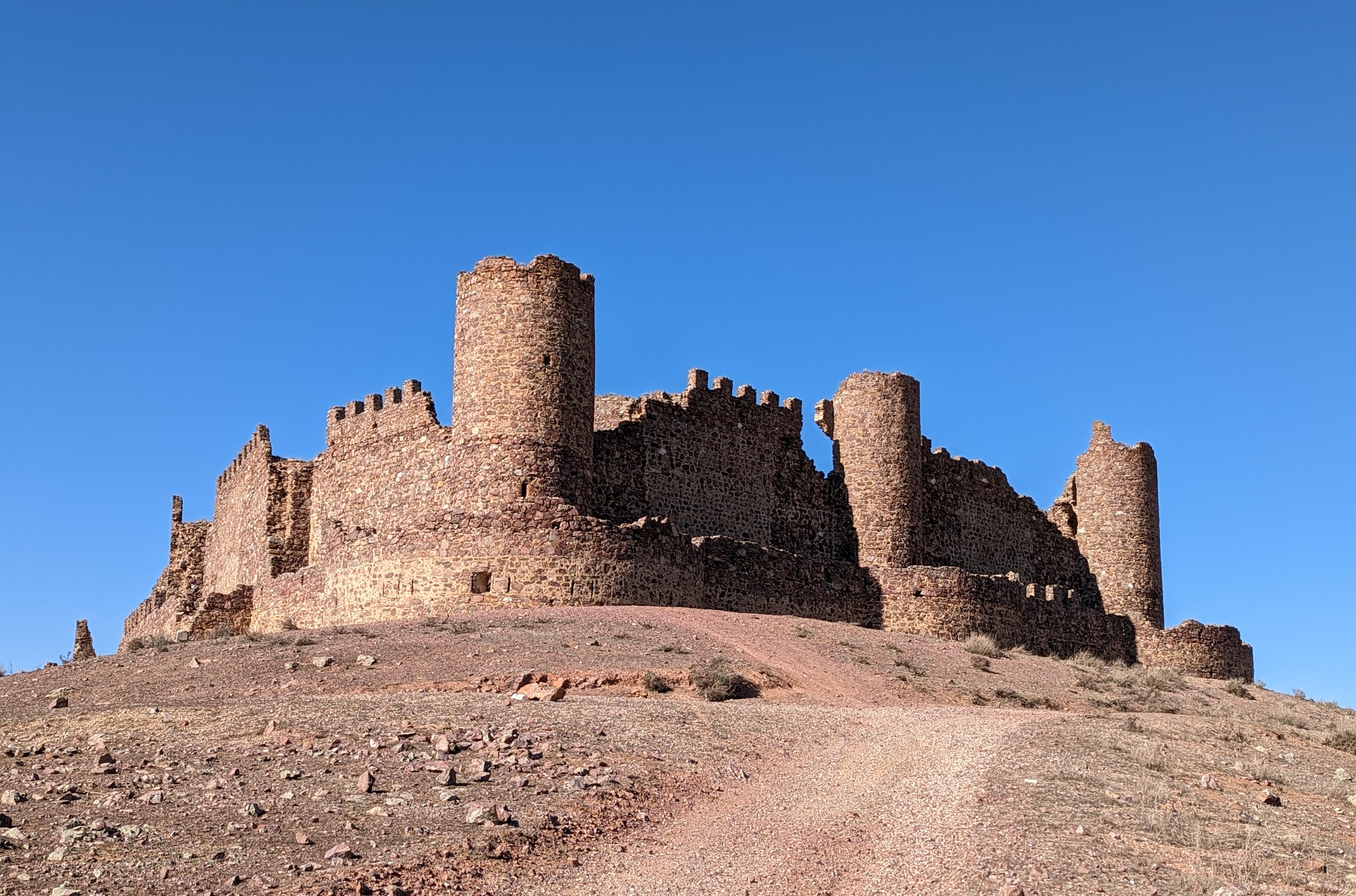
Castillo de Almonacid

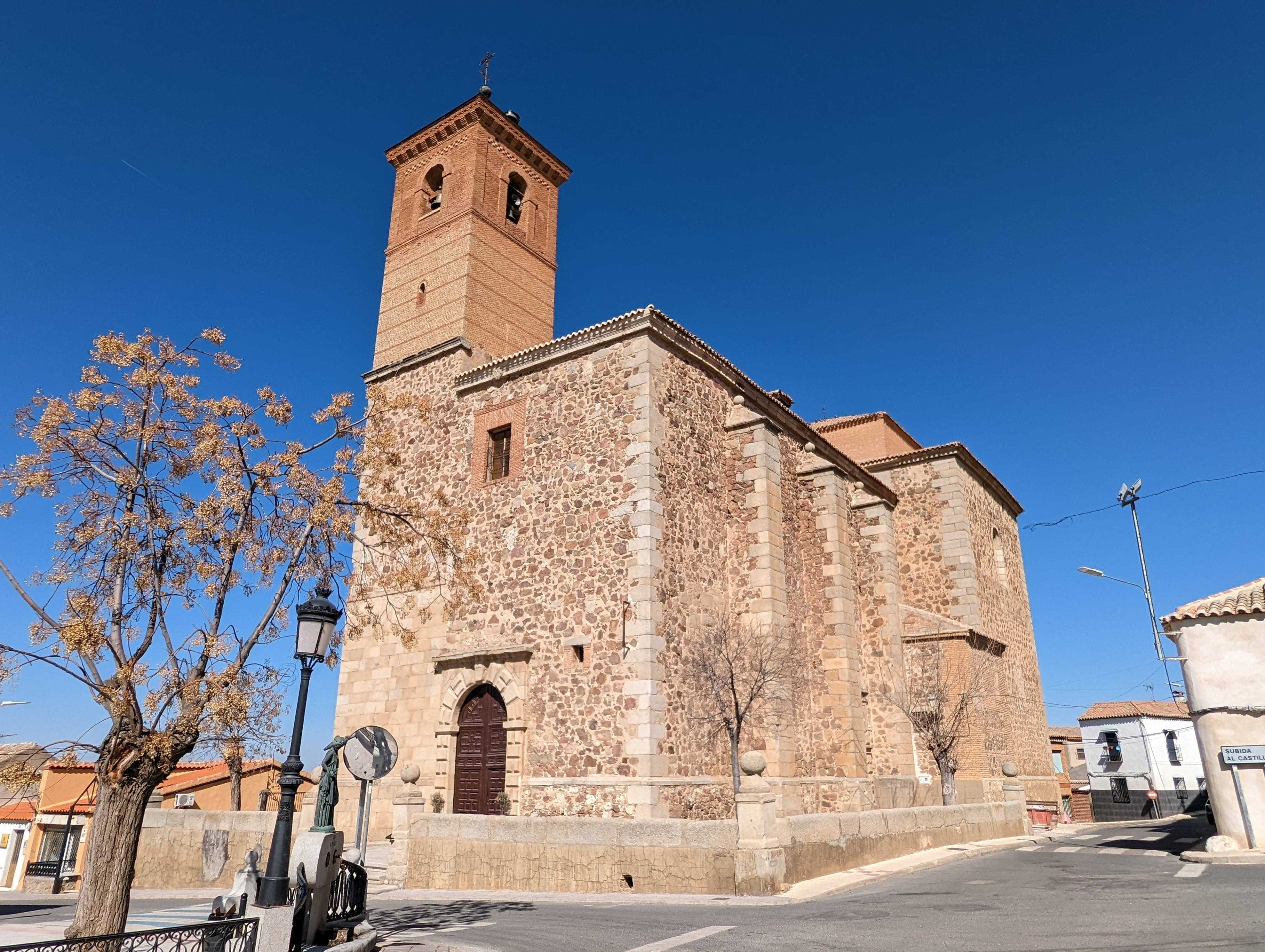
Iglesia de San Antonio Abad

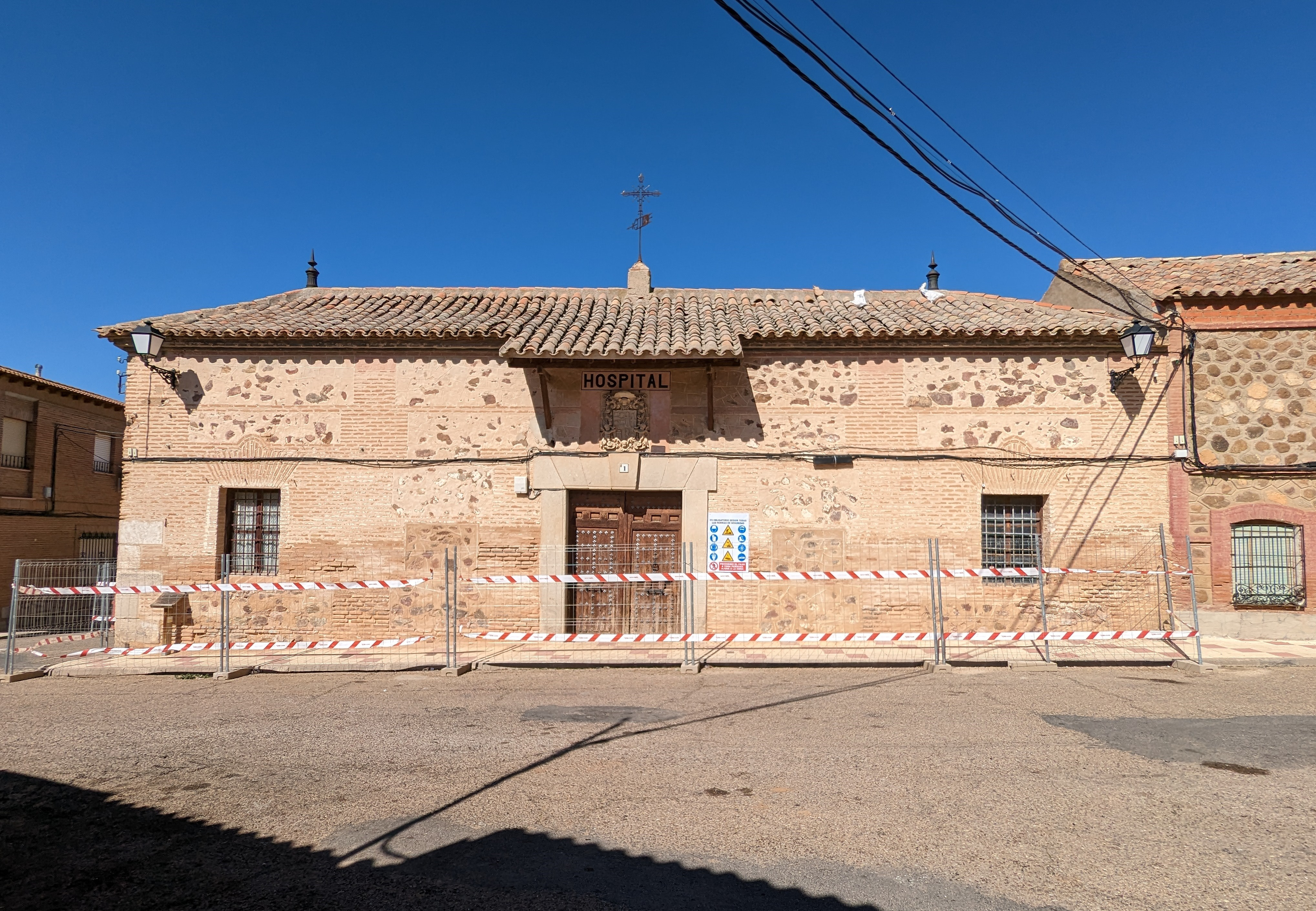
Hospital García Escalona

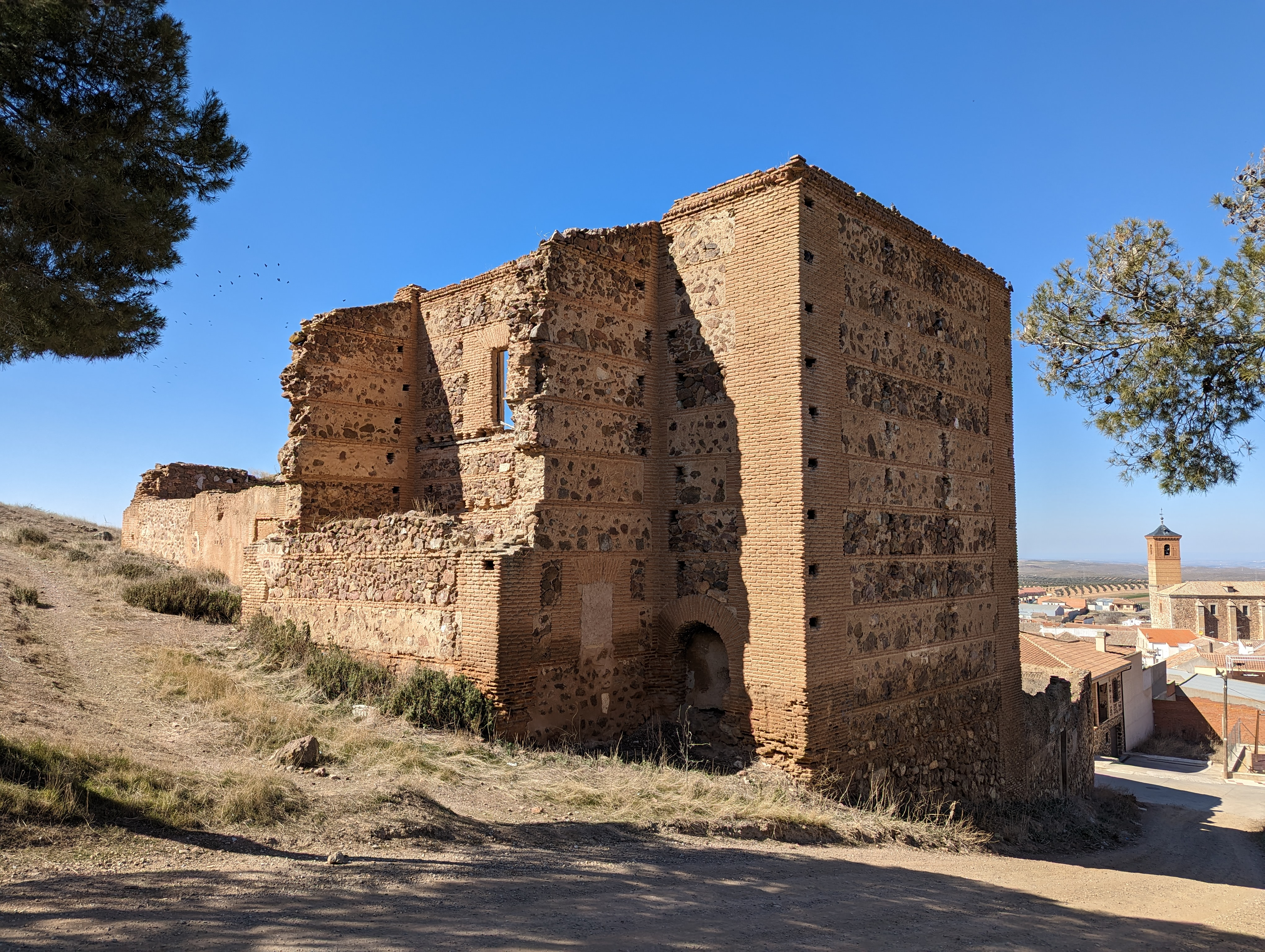
Antigua iglesia

### Patrimonio arquitectónico
- Castillo Almenas del Cid: fortificación de posible origen árabe, que hasta casi finales del siglo XVIII sería propiedad del arzobispado de Toledo. En este castillo estuvo preso Alfonso Enríquez, conde de Gijón y Noreña, por orden del rey Juan I de Castilla a causa de sus pretensiones al trono de Portugal.
- Ermita de Nuestra Señora de la Oliva: edificio de planta de cruz latina de tres naves separadas por cinco arcos de medio punto sobre pilares. En las naves laterales, cada tramo está cubierta por bóveda de arista.
- Iglesia parroquial de San Antonio Abad: edificio del siglo XVI de estilo neoclásico, de planta de cruz latina, de una sola nave dividida en cuatro tramos, divididos por pilastras de capitel jónico y cubierta de bóveda de medio cañón limetos. Había cuadros de Alonso del Arco en el basamento del retablo mayor que representan a santo Tomás de Aquino, san Pedro, san Pablo y san Francisco de Asís.
- Hospital García Escalona: edificio del siglo XVII de estilo barroco, de planta cuadrada de dos alturas, que tras zaguán de entrada se organiza alrededor de un patio cuadrangular.
- Iglesia y cementerio antiguo: restos de la iglesia del antiguo cementerio y posiblemente primitiva iglesia parroquial pues es de excesiva importancia para ser una iglesia de cementerio. Esta hipótesis va avalada por el hecho de estar emplazada en la parte más antigua del pueblo. Era de cruz latina que, o no tuvo nunca o perdió los brazos. Posiblemente lo primero. Sin embargo, quedan los arcos torales en pie y formándose un sitio para una habitación en el lado sur del crucero, la nave debió ser apilastrada y, aunque se conserva todo el perímetro de los muros, están destruidos hasta media altura.
- Casona de la plaza de la Constitución: casa eclesiástica que ocupaba toda la manzana, hoy día dividida en diferentes viviendas particulares y gran parte de ella transformada o demolida para levantar viviendas de nueva planta. Conserva una puerta episcopal coronada por dos grandes cruces griegas.
- Casona Romaila: tiene una gran portada barroca almohadillada con un escudo central en su frontón curvo abierto, a pesar de que conserva el ornato decorativo esta gran portada se encuentra tapiada. Conserva parte de la rejería con adornos eclesiásticos. Se encuentra en estado de abandono.
- Casa de la Inquisición: a pesar de que la fachada está muy transformada porque es una vivienda particular, conserva un pequeño escudo de la inquisición, se encuentra en la calle Cura n.º 14.
- Casa del Obispo: casa de planta irregular de fachada muy transformada porque es una vivienda particular, que conserva un escudo eclesiástico con doce borlas dispuestas en tres órdenes a cada lado. Se encuentra en la calle Cura n.º 14.
- Casa de la Calle Caño Viejo n.º 10: casa de planta cuadrangular que conserva una portada almohadillada con un blasón labrado en el dintel.
- Casa de los García de Blas: casa con la fachada muy transformada, porque se utiliza como vivienda ocasional, que conserva una inscripción en relieve similar a un escudo de piedra labrada, de una cruz con dos lunas en su parte inferior rodeadas por una cuerda, la fecha que reza en la fachada es 1778. Dicha piedra labrada se encuentra en la fachada a una altura de 3 m detrás de los árboles que preceden al edificio.
- Puente del arroyo Guazalete o Guadalete: Se encuentra a 1'5 km de la población en dirección noroeste paralelo a la CM-4019.
- Encañado: cavidad artificial de captación de agua para abastecer la fuente pública, se cree que es de finales del siglo XVI. Sus paredes se encuentras revestidas con ladrillos macizos unidos con mortero de cal y arena. Son 3 galerías unidas en una sala central. Su agua no es potable aunque sigue dando abastecimiento continuo en la plaza de la Constitución.

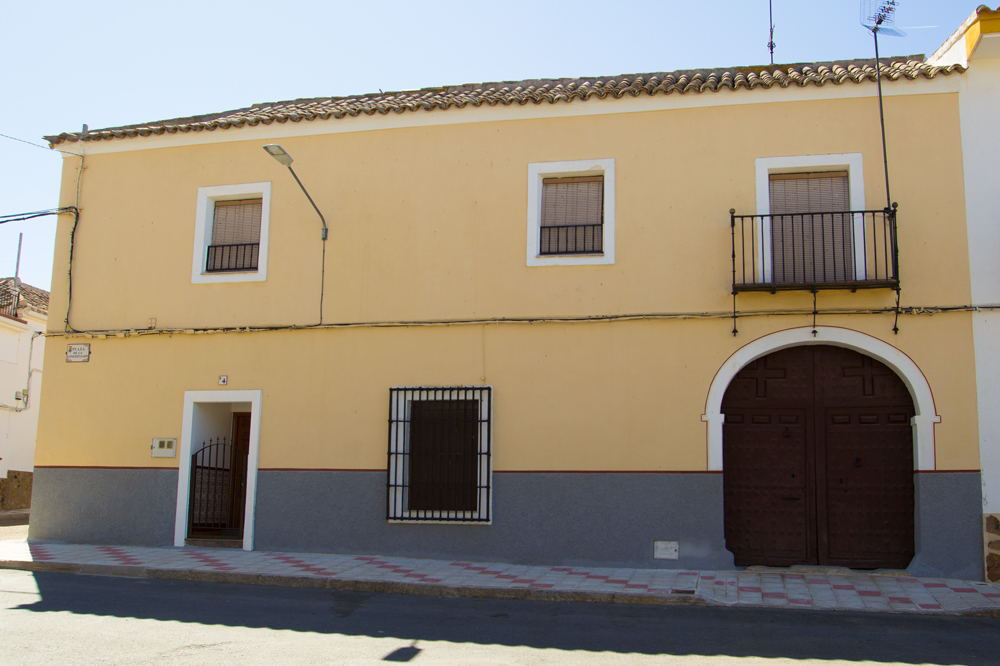
Casa de la plaza de la Constitución
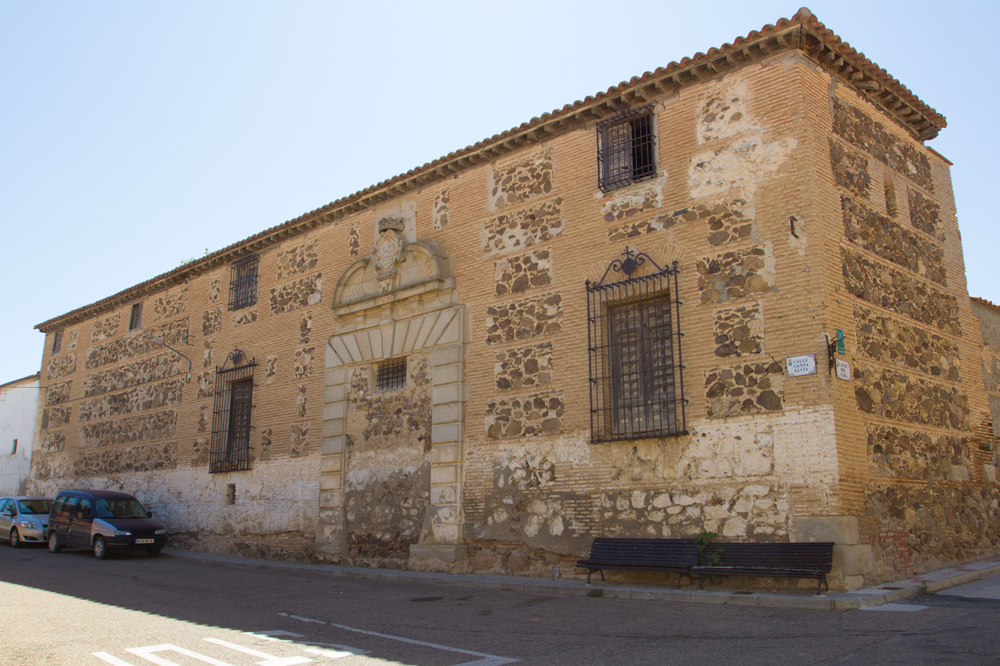
Casona Romalia
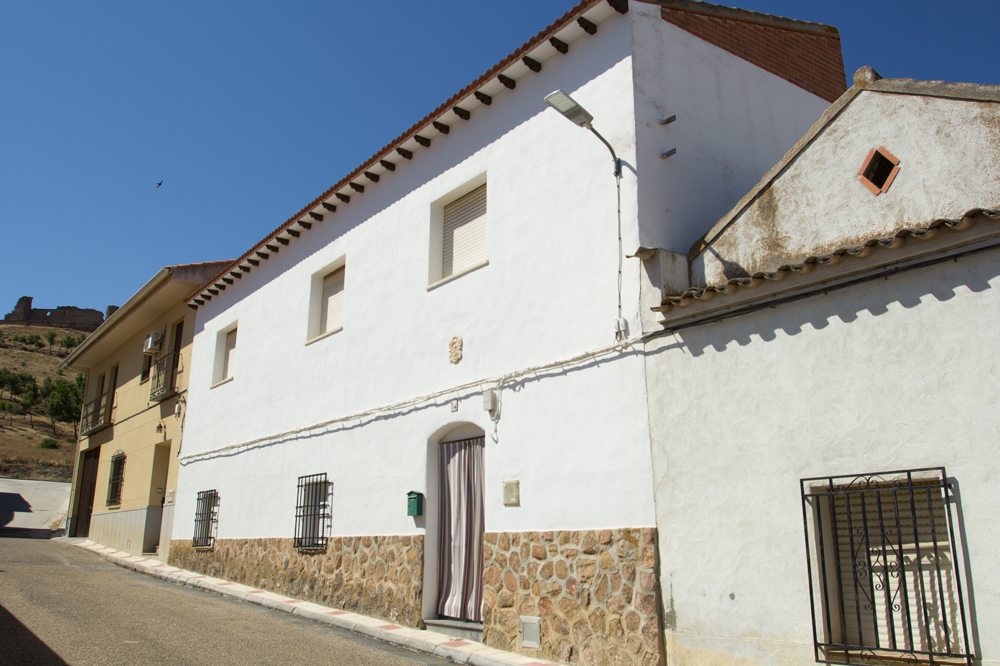
Casa de la Inquisición
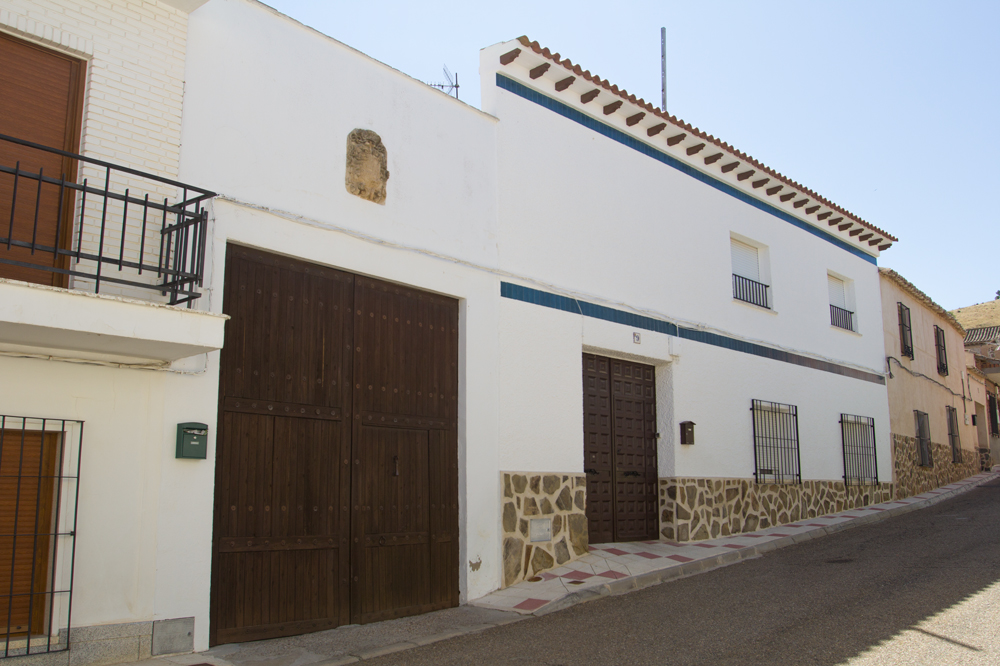
Casa del Obispo
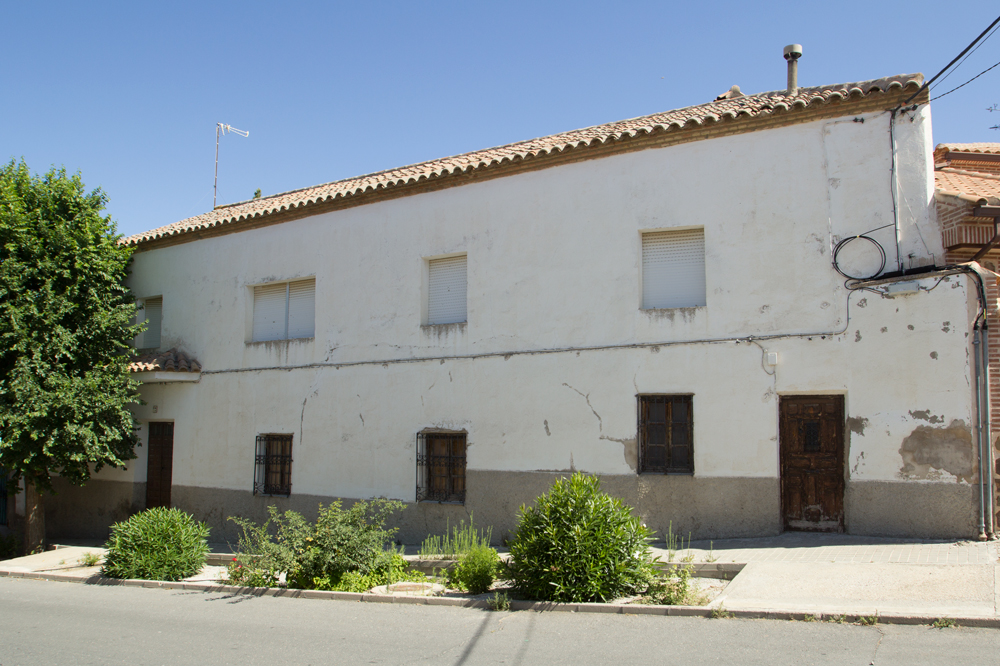
Casa de los García de Blas

### Patrimonio inmaterial
- 17 de enero. Festividad de San Antonio Abad, patrón del pueblo.
- 3 de febrero. Celebración de San Blas en la ermita y posterior comida popular.
- Semana Santa. Se degustan rosquillos y torrijas.
- Domingo de Resurrección. De madrugada procesión con Cristo Resucitado al Castillo y posterior encuentro con su Madre.
- Lunes de Pascua: "Día del Hornasco". Merienda en el campo con el tradicional Hornasco (bollo con huevo cocido).
- 1 de mayo. Romería en la ermita en honor a la Virgen de la Oliva.
- 15 de mayo. Comida elaborada por agricultores y cazadores en honor de San Isidro Labrador.
- Semana Cultural y Deportiva. La fecha varía entre la primera y la segunda semana de agosto.
- Concurso gastronómico de patatas con costillas: en la conocida como Era de Manso se hace el concurso donde todos los habitantes bailan al ritmo de una orquesta.
- Tradicional Carrera Popular "Subida al Castillo". Se celebra el segundo viernes de agosto
- Penúltimo fin de semana de agosto: Fiestas Patronales en honor a la Virgen de la Oliva, la Función.
- 12 de octubre. Traslado de la Virgen de la Oliva desde el pueblo a la ermita.
- 1 de noviembre. Día de Todos los Santos. Degustación de puches.